# Paul H. O'Neill
Paul Henry O'Neill (Saint Louis, 2 agosto 1939 – Pittsburgh, 18 aprile 2020) è stato un politico, imprenditore, funzionario e dirigente d'azienda statunitense 72° Segretario al Tesoro degli Stati Uniti sotto la presidenza di George W. Bush, dal 2001 al 2002..

## Biografia

### Primi anni di vita e formazione
O'Neill nacque a St. Louis, in Missouri, figlio di Gaynald Elsie (nata Irvin) e John Paul O'Neill, un sergente dell'esercito.
A causa dei numerosi trasferimenti del padre per lavoro, la famiglia dovette cambiare spesso residenza. Hanno vissuto in Illinois, Hawaii, New Mexico e Alaska.
Si diplomò alla Anchorage High School di Anchorage, in Alaska, nel 1954. Viveva nella base militare con i suoi genitori. Ha conseguito un Bachelor of Arts in economia presso la California State University di Fresno, ha studiato economia alla Claremont Graduate University nel 1961, e, successivamente ha conseguito un Master in Pubblica Amministrazione presso l'Università dell'Indiana.

### Funzionario di stato
Nel 1967 è entrato a far parte dell'Office of Management and Budget degli Stati Uniti, di cui è stato vicedirettore dal 1974 al 1977. Continuò ad esercitare questa attività fino alla fine degli anni 1980, presso varie segreterie locali.

### Imprenditore e dirigente d'azienda
O'Neill è stato presidente e amministratore delegato del gigante industriale di Pittsburgh Alcoa dal 1987 al 1999 e si è ritirato dalla carica di presidente alla fine del 2000. All'inizio del suo mandato, O'Neill incontrò una significativa resistenza da parte del Consiglio di amministrazione a causa della sua posizione sulla priorità della sicurezza dei lavoratori. Uno dei motivi per cui ha potuto rimanere in carica è stato il suo livello di potere di amministratore delegato. 
Nel 1988 è entrato a far parte della RAND Corporation come membro del suo consiglio di amministrazione e nel 1997 è stato eletto presidente.

### In politica
O'Neill venne nominato Segretario del Tesoro dal neoeletto presidente George W Bush nel febbraio del 2001.
Credeva nella prudenza fiscale, nell'aumento della produttività, e nella tutela del mantenimento del posto di lavoro.
Come segretario era fortemente in disaccordo con la politica del dollaro forte, i discorsi cerimoniali e i grandi salvataggi, mentre favoriva la visita personale delle fabbriche americane e la riduzione della lunghezza delle dichiarazioni scritte dei ministri delle finanze appartenenti al G7. O'Neill ha visto gli Stati Uniti attraverso la recessione del 2001 e gli attacchi dell'11 settembre. Inizialmente ha contribuito a far passare i primi tagli fiscali sotto l'amministrazione Bush, ma si è opposto strenuamente al secondo. Si è anche scontrato con Bush sui suoi dazi sull'acciaio e sulle azioni contro Cuba. 
Inoltre aiutò la Turchia, l'Argentina e il Brasile a ricevere prestiti dal Fondo Monetario Internazionale, ma si oppose a una maggiore assistenza finanziaria. Una volta la sua cavalcata è stata attaccata con le uova durante una visita in Argentina a causa della sua affermazione che il paese non aveva "nessuna industria di cui parlare". Tuttavia, ha anche incoraggiato i governi ad aumentare le sovvenzioni da parte della Banca Mondiale e a reprimere il sostegno monetario al terrorismo.
Nel 2004 ha scritto il libro The Price of Loyalty, che descrive in dettaglio il mandato di O'Neill nell'amministrazione Bush.

### Servizio alla comunità e controversie
O'Neill è diventato un fiduciario dell'Università di Pittsburgh nel febbraio 2003, ma ha lasciato nel settembre 2004 a causa della mancata adesione a un programma per far sì che gli ospedali eliminassero gli errori medici; Durante il suo mandato fu inoltre accusato di olmaierismo per aver imposto all'amministratore delegato dell'University of Pittsburgh Medical Center, Jeffrey Romoff, di adeguarsi al suo  programma di riforme volto alla riduzione dei sinistri nel campo medico-ospedaliero.  

## Vita privata
Aveva due fratelli e una sorella.  Nel 1964 sposò Nancy Jo Wolfe, che aveva conosciuto mentre studiava alla Anchorage High School. Ebbe quattro figli, tra cui tre femmine, Patricia, Margaret, Julie e un figlio di nome Paul Jr.